# Kozarišče
Kozarišče so gručasto naselje na jugozahodnem delu loškega polja v občini Loška dolina. Iz naselja vodi glavna gozdna cesta čez Leskovo dolino in Mašun v Pivško kotlino ter čez Sviščake in Gomance v Ilirsko Bistrico.
Zahodno od naselja so obširni snežniški gozdovi, vzhodno njive, ob Malem Obrhu pa mokrotni travniki. Ob izviru Malega Obrha je zaselek Snežnik z istoimenskim gradom in grajsko pristavo. V kraju, ki se prvič omenja leta 1275, je še ohranjenih nekaj lesenih hiš.
V naselju stoji podružnica svetega Benedikta iz 16. stoletja. Leta 1871 so cerkev povišali in na novo obokali. Na stenah prezbiterija in na delu slavoločne stene so ohranjenje renesančne freske iz leta 1597. Poslikava je datirana z naslikano letnico na sklepniku na temenu oboka. Glavni oltar tipa »zlatega« oltarja je iz osemdesetih let 17. stoletja. Cerkvene klopi naj bi izhajale iz kapele svetega Florjana, ki je nekdaj stala pred snežniškim gradom. 
Grad Snežnik je bil zgrajen v bližini nekdanje rimske postojanke v Šmarati, od koder so prenesli nagrobnike in jih vzidali v notranjo steno gradu. Grad je v arhivskih virih prvič omenjen leta 1269. Nastanek gradu sega v leto 1461, ko se omenja dvor Sneberk. Najprej je bil last oglejskih patriarhov, pozneje pa drugih rodbin (Schnebergi, Lambergi, Eggenbergi, Lichtenburgi, Schönburg-Waldenburgi). Trinadstropno stavbo obdaja renesančno obzidje. V drugi polovici 19. stoletja sta bili njegova notranjost in zunanjost močno predelani. Iz tega obdobja je večina grajskega pohištva, prav tako grajski park z oblikovanimi prvinami krajinskega sloga, ki se je tedaj začel uveljavljati tudi na Slovenskem. Osnovno kompozicijo oblikujejo štirivrstni ter številni dvovrstni kostanjevi in lipovi drevoredi ob poteh do gradu, med njimi so jase ter sprehajalne in jezdne poti. Tik ob gradu sta dve umetni jezerci, ki ju napajata izvira Obrh in Brezno. 
Leta 1868 so v grajski pristavi odprli prvo gozdarsko šolo v današnji Sloveniji, ki je vzgajala kadre za gospodarjenje z gozdovi. 
V Kozariščah se je rodil Janko Pianecki, pevec in soustanovitelj ljubljanske Opere.

## Prebivalstvo
Etnična sestava 1991:
- Slovenci: 231 (94,3 %)
- Jugoslovani: 1
- Neznano: 13 (5,3 %)

## Izvor krajevnega imena
Krajevno ime je izpeljano iz občnega imena kozár v pomenu 'rejec koz' ali iz na tem temelječega priimka Kozar. Krajevno ime Kozarišče torej prvotno pomeni 'kraj, kjer so 'kozarji/Kozarji'. V starih listinah se kraj prvič omenja leta 1275 in vale de Los in villa Cosarich, ter Khaserich (1384) in Chosaritsch (1425).